# Juice Crew
Die Juice Crew aus New York City, USA, war eine lose Gruppe von Hip-Hop-Künstlern um den Musikproduzenten und DJ Marley Marl und sein Label Cold Chillin’ Records. Ihre aktive Zeit war Mitte bis Ende der 1980er Jahre. Mitglieder der Gruppe waren Big Daddy Kane, Biz Markie, Craig G, Kool G Rap & DJ Polo, MC Shan, Marley Marl, Masta Ace und Roxanne Shanté. Unter den Rappern gab es eine thematische Rollenverteilung, so war Biz Markie für den Spaßfaktor zuständig, MC Shan machte sich einen Namen als Battle-MC, Big Daddy Kane war der Frauenliebling und Kool G. Rap der Gangster. Fast alle machten später erfolgreiche Solo-Karrieren.
Im Januar 2008 begannen die Dreharbeiten für The Vapors, ein Film, der die Geschichte der Juice Crew nacherzählen soll.
Nach einem Jahr wurden die Dreharbeiten aus Geldmangel eingestellt.

## Nennenswerte Alben
Big Daddy Kane
- Long Live The Kane
- It's A Big Daddy Thing
- Taste Of Chocolate

Biz Markie
- The Biz Never Sleeps
- I Need A Haircut
- All Samples Cleared
- Make The Music With Your Mouth, Biz
- Goin Off

Craig G
- Droppin Science (Single)
- Duck Alert (Single)

Kool G Rap & DJ Polo
- Road To The Riches
- Wanted: Dead Or Alive

MC Shan
- Down By Law
- Born To Be Wild
- Play It Again Shan

Marley Marl
- In Control Vol. 1
- In Control Vol. 2
- House Of Hits

Masta Ace
- Take A Look Around
- SlaughtaHouse
- Sittin' On Chrome
- Masta Ace: Brooklyn Blocks Last Bref
- Disposable Arts
- Long Hot Summer

Roxanne Shanté
- Bad Sister
- The Bitch Is Back

Diamond Shell
- The Grand Imperial Diamond Shell